# Северный Готурдепе
Северный Готурдепе — нефтяное месторождение в Туркменистане. Открыто в 2010 году.
Залежи на глубине 4-5 км. Начальные запасы нефти оценивается до 20 млн тонн.
Оператором месторождений является туркменская государственная компания Туркменнефть с НГДУ Готурдепенефть.